# Ira Aldridge
Ira Frederick Aldridge (ur. 24 lipca 1807 w Nowym Jorku, zm. 7 sierpnia 1867 w Łodzi) – amerykański aktor znany z ról tytułowych w Makbecie i Otellu. Był pierwszym czarnym tragikiem szekspirowskim.

## Życiorys
Był synem Daniela Aldridge, pastora, i kobiety imieniem Lurona (nazwisko panieńskie nieznane). Chociaż niektóre źródła historyczne podają, że urodził się w Senegalu jako wnuk wodza plemienia Fulah, współczesne badania biograficzne dowiodły, że Aldridge przyszedł na świat w Nowym Jorku i że chociaż jego afrykańskie pochodzenie jest możliwe, nie potwierdzono, że wywodził się z plemiennej rodziny królewskiej. Zachowane dowody dotyczące życia Aldridge są w dużej mierze pobieżne, sprzeczne lub przesadzone, prawdopodobnie częściowo z powodu wyolbrzymiania teatralnej reklamy. W kreowaniu swojej legendy Aldridge umiejętnie używał autopromocji, zmieniając swój życiorys. W programach teatralnych pisano, że był synem senegalskiego króla.
Uczęszczał do szkoły dla wolnych czarnych w Nowym Jorku.
Ojciec planował, że Ira zostanie duchownym. Realizację marzeń o pracy w teatrze Ira zaczął od występów w grupie African Grove Theater. Działała na Manhattanie. Założył ją William Alexander Brown. Problemy finansowe doprowadziły do zamknięcia teatru i Ira stracił podstawę utrzymania oraz szansę na naukę. Przychodził jednak do Chatham Garden Theatre, gdzie zza kulis obserwował pracę aktorów. Ojciec Iry nie zrezygnował z planów wysłania syna do seminarium. Ira wyjechał na studia teologiczne do Glasgow, ale nie przerwał przygody z teatrem. 
W 1863 uzyskał brytyjskie obywatelstwo.
W 1825 w Londynie poślubił Angielkę Margaret Gill. W 1865, rok po śmierci pierwszej żony, ożenił się ze Szwedką Amandą von Brandt.

## Kariera
Zadebiutował 11 maja 1825 w Londynie jako Otello w spektaklu teatru Royalty. Był pierwszym czarnym grającym rolę bohatera szekspirowskiego. Jednak sławę przyniosła mu tytułowa rola w dramacie Oronooko, czyli królewski niewolnik Thomasa Southerne’a. Do 1828 wystąpił m.in. w tytułowej roli w Ryszardzie III oraz jako Shylock w Kupcu weneckim. W 1828 został pierwszym w historii czarnym dyrektorem teatru w Wielkiej Brytanii – zarządzał Coventry Theater. 
Większość swojej kariery spędził w Londynie. Koniec swojego życia spędził w Rosji. Podpisał kontrakt na udział w spektaklach w Petersburgu, ale został odwołany. W latach 1852–1867 odbywał tournée w wielu krajach europejskich, m.in. na terenach dzisiejszej Belgii, Niemiec, Danii, Szwecji, Szwajcarii, Czech, Polski, Rosji i Francji.
Na teren dzisiejszej Polski aktor przyjeżdżał siedmiokrotnie. W 1852 odwiedził Szczecin, Poznań i Wrocław. W 1862 był dwukrotnie w Warszawie. Wystąpił też w Radomiu.
Zmarł podczas wizyty w Łodzi (prawdopodobnie na zapalenie płuc) 7 sierpnia 1867, przygotowując się do wystawienia z lokalnym zespołem Otella. Jego pogrzeb zgromadził wiele tysięcy mieszkańców miasta. Konduktowi pogrzebowemu przewodził ówczesny prezydent Łodzi Edmund Pohlens. Pogrzeb odprawił pastor Klemens Berthold Rondthaler. Aldridge został pochowany w części ewangelicko-augsburskiej na Starym Cmentarzu. Miejsce na cmentarzu podarował Karol Moes, łódzki fabrykant.
W 1890, 23 lata po śmierci aktora, jego córka primadonna Luranah Aldridge przeznaczyła zysk  z koncertu, w którym wystąpiła 11 maja 1890 w łódzkim teatrze „Thalia” (314,27 rubli), na postawienie zachowanego do dziś nagrobka ojca.
Aldridge był światowej sławy aktorem, którego podejmowały koronowane głowy w całej Europie. Otrzymał wiele nagród i wyróżnień, np. pruski złoty medal od króla Fryderyka Wilhelma IV, złoty krzyż od cara Rosji oraz przyznany przez Brno krzyż maltański. W siedzibie brytyjskiego The Royal Shakespeare Company znajduje się oryginalne krzesło z jego imieniem, a te nadawano tylko najwybitniejszym aktorom.

## Upamiętnienie

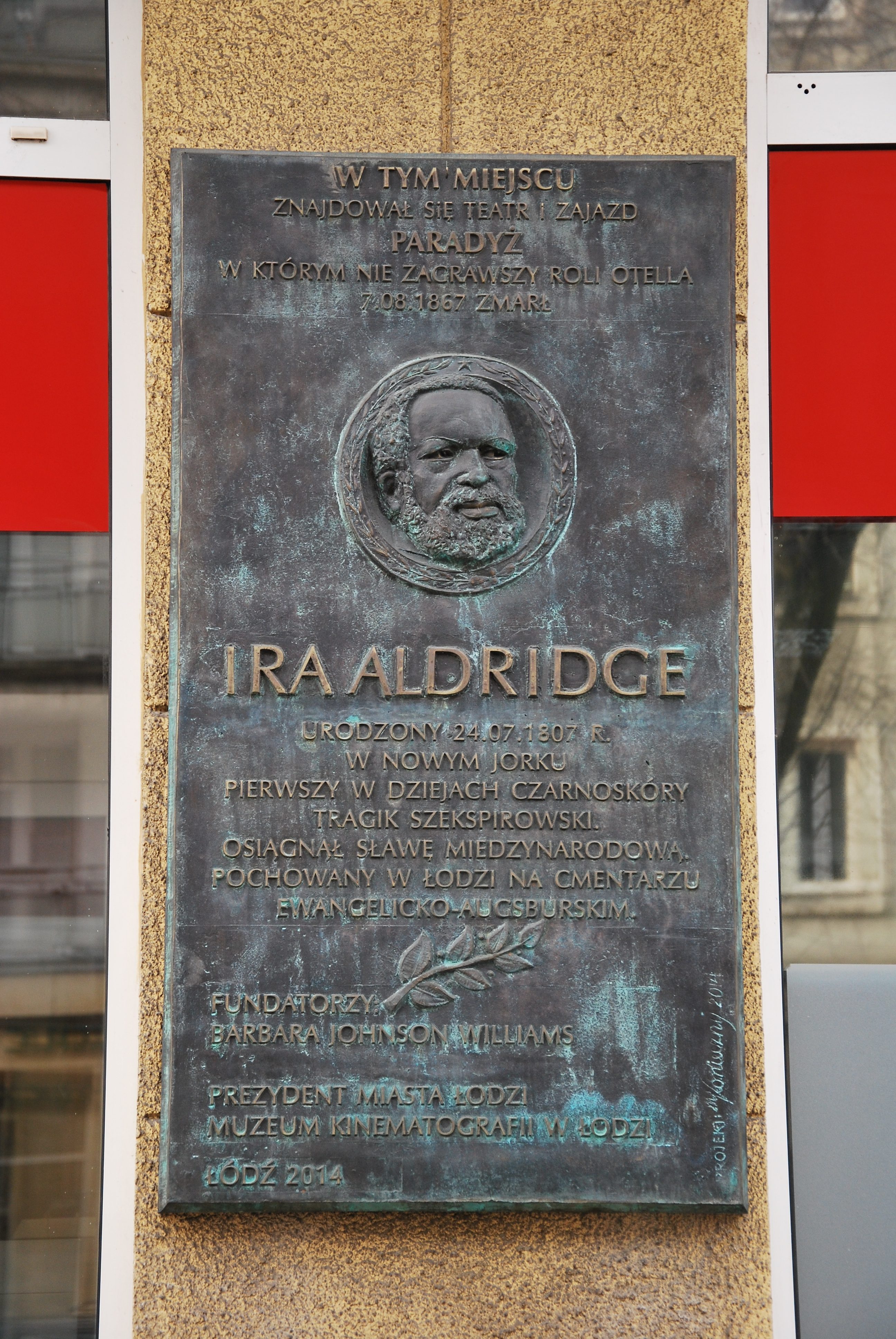
Tablica upamiętniająca Irę Aldridge’a i teatr „Paradyż” (styczeń 2015)

10 listopada 2014 odsłonięto tablicę upamiętniającą aktora na ścianie kamienicy przy ul. Piotrkowskiej 175, w pobliżu miejsca, w którym w XIX wieku znajdował się zajazd i teatr „Paradyż”. To w nim Ira Aldridge w 1867 roku miał zagrać swoją popisową rolę Otella. Autorem tablicy jest rzeźbiarz Marian Konieczny, a fundatorami: prezydent Łodzi, Muzeum Kinematografii oraz Barbara Johnson-Williams, badaczka dziejów Aldridge’a. W odsłonięciu tablicy wzięła udział prof. Krystyna Kujawińska Courtney z Uniwersytetu Łódzkiego, autorka książki Ira Aldridge (1807–1867). Dzieje pierwszego czarnoskórego tragika szekspirowskiego.
W Łodzi organizowane są wydarzenia w ramach obchodów kolejnych rocznic urodzin i śmierci artysty.
Na ścianie budynku Belgrade Theater w Coventry umieszczono mural z Irą Aldridgem. Wizerunek opiera się na obrazie Henry’ego Perroneta Briggsa z 1830, który przedstawia Aldridge'a jako Otella.
W USA funkcjonuje ok. 70 teatrów imienia Aldridge'a. Jego imię noszą zespoły teatralne. Jest patronem ulic.
Teatr Syrena w Warszawie przygotował musical inspirowany życiem Iry Aldridge’a. Muzykę napisał Tomasz Filipczak, a scenariusz i teksty piosenek Jacek Mikołajczyk. Spektakl miał premierę w 2023.